# Grand voyer de France
Il Grand voyer de France (in italiano Gran Viario di Francia) è stato durante l'Ancien Régime uno dei grandi ufficiali della corona di Francia, responsabile delle grandi strade reali, delle piazze pubbliche, della manutenzione viaria, e della direzione urbanistica delle città in generale.
Questa carica è stata creata da Enrico IV per Massimiliano di Béthune duca di Sully nel 1599. Successivamente l'incarico è stato riunito nel 1626 al Trésorier de France nei Bureau des finances.